# Euasteron gibsonae
Euasteron gibsonae är en spindelart som beskrevs av Baehr 2003. Euasteron gibsonae ingår i släktet Euasteron och familjen Zodariidae. Inga underarter finns listade i Catalogue of Life.